# Frank-Joachim Herrmann
Frank-Joachim Herrmann (* 15. November 1931 in Dresden; † 28. Dezember 2005) war ein deutscher Journalist und SED-Funktionär. In seinen Funktionen war er mitverantwortlich für die Umsetzung der zentral gelenkten Kulturpolitik der SED und der damit verbundenen staatlichen Zensur der DDR zur Kontrolle von Inhalten auf Parteikonformität.

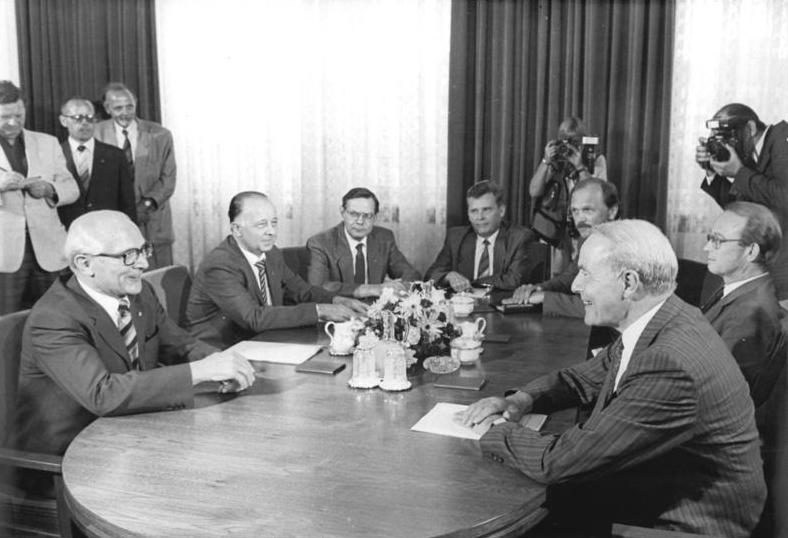
Herrmann rechts neben Honecker 1988

## Leben
Der Sohn eines Eisenbahners wuchs in der Zeit des Nationalsozialismus in Dresden auf, wo er von 1938 bis 1942 die Volksschule, und von 1942 bis 1950 die Oberschule besuchte mit Abitur Abschluss. Im Jahr 1966 erwarb er einen Fachabschluss als Journalist.
Von 1942 bis 1945 gehörte er dem Deutschen Jungvolk der Hitler-Jugend an. Nach Ende des Zweiten Weltkriegs war er im Mai 1945 Kurier des Antifaschistischen Kampfkomitees Dresden. 1949 trat er der FDJ und der SED bei.
1950 ging Herrmann nach Ost-Berlin und arbeitete zunächst als Volontär, später nach einem halbjährigen Sonderlehrgang am Institut für Publizistik in Leipzig als angestellter Redakteur bei der Zeitung BZ am Abend.
Im Juli 1959 wechselte er zur Berliner Zeitung, bei der er bis 1963 tätig war, zuletzt als 1. stellvertretender Chefredakteur. Vom 20. Dezember 1961 bis 31. Januar 1962 war er nach der Abberufung Theo Grandys amtierender Chefredakteur.
Von 1963 bis 1968 war Herrmann stellvertretender Leiter der Abteilung Agitation des ZK der SED.
Im Jahr 1967 wurde er zum Mitglied der Agitationskommission beim Politbüro der SED ernannt, das er bis 1989 blieb.
Von 1968 bis 1989 war Herrmann persönlicher Mitarbeiter und Redenschreiber von Erich Honecker. Dabei fungierte er von August 1980 bis Oktober 1989 im Rang eines Staatssekretärs als Leiter der Kanzlei des Vorsitzenden des Staatsrates der DDR.
Von 1981 bis 1986 war Herrmann Kandidat und von 1986 bis 1989 Mitglied des ZK der SED. Auch nach der deutschen Wiedervereinigung blieb er Mitglied der SED-Nachfolgepartei Partei des Demokratischen Sozialismus (PDS). Er trat jedoch am 12. Februar 1990 aus dem PDS-Parteivorstand aus und war anschließend arbeitslos, bevor er in Rente ging.

## Auszeichnungen
- 1977 Vaterländischer Verdienstorden in Silber und 1980 sowie 1984 in Gold
- 1981 Orden Banner der Arbeit Stufe I
- 1981 Orden Stern der Völkerfreundschaft in Gold

## Veröffentlichungen
- Geschichte der SED (Abriß). Dietz Verlag, Berlin 1978 (Mitglied des Autorenkollektivs)
- Der Sekretär des Generalsekretärs. Honeckers persönlicher Mitarbeiter über seinen Chef. Ein Gespräch mit Brigitte Zimmermann und Reiner Oschmann. Edition Ost, Berlin 1996, ISBN 978-3-929161-62-5.